# Municipi de Jaunpiebalga
El municipi de Jaunpiebalga (en letó: Jaunpiebalgas novads) és un dels 110 municipis de Letònia, que es troba localitzat al nord-est del país bàltic, i que té com a capital la localitat de Jaunpiebalga. El municipi va ser creat l'any 2009 després de la reorganització territorial.

## Ciutats i zones rurals
- Jaunpiebalgas pagasts (zona rural)
- Zosēnu pagasts (zona rural)

## Població i territori
La seva població està composta per un total de 2.721 persones (2009). La superfície del municipi té uns 251 kilòmetres quadrats, i la densitat poblacional és de 10,84 habitants per kilòmetre quadrat.